# Mattsee
Mattsee é um município da Áustria, situado no distrito de Salzburg-Umgebung, no estado de Salzburgo. Tem 24,63 km² de área e sua população em 2019 foi estimada em 3.321 habitantes.